# Феодосий (Снигирёв)
Митрополит Феодо́сий (в миру Денис Леонидович Снигирёв, укр. Денис Леонідович Снігірьов, 31 августа 1974, Киев, Украинская ССР) — епископ Украинской православной церкви, митрополит Черкасский и Каневский. Кандидат богословия, профессор Киевской духовной академии, преподаватель курса пастырского богословия в магистратуре КДА. Тезоименитство — 3 (16) мая.

## Биография
Родился в Киеве. В 1991 году окончил среднюю школу. В 1994 году окончил Николаевское медицинское училище с присвоением квалификации «фельдшер».
В 1994 году поступил в Калужское духовное училище, которое по благословению патриарха Алексия II 20 января 1997 года было преобразовано в духовную семинарию.
С 1996 года — иподиакон архиепископа Калужского и Боровского Климента (Капалина).
2 апреля 1998 года архиепископом Климентом пострижен в монашество с наречением имени Феодосий в честь преподобного Феодосия, игумена Киево-Печерского. 21 апреля архиепископом Климентом рукоположён в сан иеродиакона, 30 июня — в сан иеромонаха.
В 1998 году окончил Калужскую духовную семинарию со степенью бакалавра богословия. 3 июля зачислен в братию Рождества Богородицы Свято-Пафнутьева Боровского монастыря, назначен казначеем обители и главным редактором еженедельного издания «Вестник Свято-Пафнутьева Боровского монастыря».
В 1999 году назначен благочинным Свято-Пафнутьева Боровского монастыря и членом Епархиального совета Калужской епархии.
В 1999 году поступил в Московскую духовную академию.
3 июля 2000 года переведён на служение в Калугу, назначен секретарём Епархиального совета Калужской епархии, заведующим канцелярией Калужского епархиального управления и настоятелем храма в честь Казанской иконы Божией Матери в городе Калуге.
21 сентября 2000 года патриархом Алексием II награждён правом ношения наперсного креста.
23 августа 2001 года, согласно поданному прошению, направлен на Украину. 24 октября назначен настоятелем храма-часовни в честь преподобной Евфросинии Полоцкой в Киеве. В том же году, согласно поданному прошению, переведён из Московской духовной академии в Киевскую духовную академию, которую окончил в 2003 году.
С марта 2002 года — главный редактор миссионерского еженедельника «Православный Печерск».
5 апреля 2004 года возведён в сан игумена.
28 февраля 2005 года возглавил Киевский Свято-Владимирский духовно-просветительский центр, созданный на базе прихода в честь преподобной Евфросинии Полоцкой.
19 апреля 2006 года награждён правом ношения креста с украшениями.
С мая 2007 года — духовник Международного православного фестиваля авторской песни «Благодатное небо».
С сентября 2007 года — заместитель председателя международного общественного движения «Славянский молодёжный союз», руководитель СМС на Украине. 26 ноября указом митрополита Киевского и всея Украины Владимира назначен ответственным секретарём отдела по делам молодёжи при Священном синоде УПЦ. 6 февраля 2008 года назначен заместителем председателя отдела «Миссия духовного просвещения» при Священном синоде УПЦ и руководителем сектора духовно-просветительских проектов Украинской православной церкви.
28 апреля 2008 года возведён в сан архимандрита.
25 мая 2010 года назначен благочинным Киевской епархии по делам монастырей.
На заседании Синода УПЦ 23 декабря 2010 года (журнал № 44) избран во епископа Броварского, викария Киевской митрополии, с поручением управления Броварским викариатством Киевской епархии (журнал № 49). 6 января 2011 года в Трапезном храме Свято-Успенской Киево-Печерской лавры рукоположён во епископа. Хиротонию совершили митрополит Киевский и всея Украины Владимир (Сабодан), архиепископ Белогородский Николай (Грох), архиепископ Вышгородский Павел (Лебедь), архиепископ Бориспольский Антоний (Паканич), архиепископ Переяслав-Хмельницкий Александр (Драбинко), епископ Макаровский Иларий (Шишковский), епископ Васильковский Пантелеимон (Поворознюк), епископ Дрогобычский Филарет (Кучеров).
Решением Синода УПЦ от 14 июня 2011 года (журнал № 19) назначен председателем новообразованного Синодального отдела УПЦ по делам пастырской опеки воинов-интернационалистов и членом Высшего церковного совета УПЦ (отдел упразднён 16 сентября 2014 года).
29 марта 2013 года назначен председателем Ставленнической комиссии Киевской епархии.
25 сентября 2013 года в связи с образованием Бориспольской епархии, правящему архиерею которой усвоен титул «Бориспольский и Броварской», Синод УПЦ постановил епископу Феодосию иметь титул «Бо́ярский» (журнал № 58). Освобождён от должности управляющего Броварским викариатством Киевской епархии и назначен на должность управляющего Северным викариатством города Киева.
9 декабря 2014 года назначен председателем Церковного суда Киевской епархии.
28 июля 2017 года на площади перед Успенским собором Киево-Печерской лавры митрополитом Онуфрием (Березовским) возведён в сан архиепископа.
4 января 2018 года в связи с реорганизацией викариатств Киевской епархии «с целью эффективного церковно-административного управления приходами» за архиепископом Феодосием было сохранено управление Северным киевским викариатством, в состав которого вошли Оболонское, Подольское и Кладбищенское благочиния города Киева.
11 июня 2018 года на заседании учёного совета Киевской духовной академии была утверждена тема докторской диссертации архиепископа Феодосия (Снигирёва) «Наука о пастырстве в отечественных Духовных школах: зарождение, развитие, перспективы».
9 ноября 2019 года удостоен учёного звания доцента Киевской духовной академии.
17 августа 2020 года решением Священного синода УПЦ назначен архиепископом Черкасским и Каневским.
17 августа 2021 года за Литургией в Киево-Печерской лавре митрополитом Онуфрием возведен в сан митрополита.
9 ноября 2022 года удостоен ученого звания профессора Киевской духовной академии.
Согласно сообщениям СМИ, продолжил поминать патриарха Кирилла после решения УПЦ о полном разрыве связей с Московским патриархатом в 2022 году.
С апреля 2023 года находится под домашним арестом в связи с обвинениями со стороны гражданских властей Украины в разжигании межконфессиональной розни, религиозной ненависти и оправдании действий России.
17 октября 2024 года, при захвате сторонниками ПЦУ Архангело-Михайловского собора в Черкассах, был избит и госпитализирован с сотрясением мозга.

## Семья
Коренной киевлянин. Происходит из семьи интеллигенции: внук главного редактора газеты «Южная правда» и ректора Николаевского института повышения профессиональной квалификации руководящих работников Григория Лазарева; сын педагога и старшего научного сотрудника Киевского зонального научно-исследовательского института экспериментальной промышленности Ольги Снигирёвой; брат учёного секретаря Киевской духовной академии доктора богословия профессора протоиерея Ростислава Снигирёва.